# Cuve d'électrophorèse

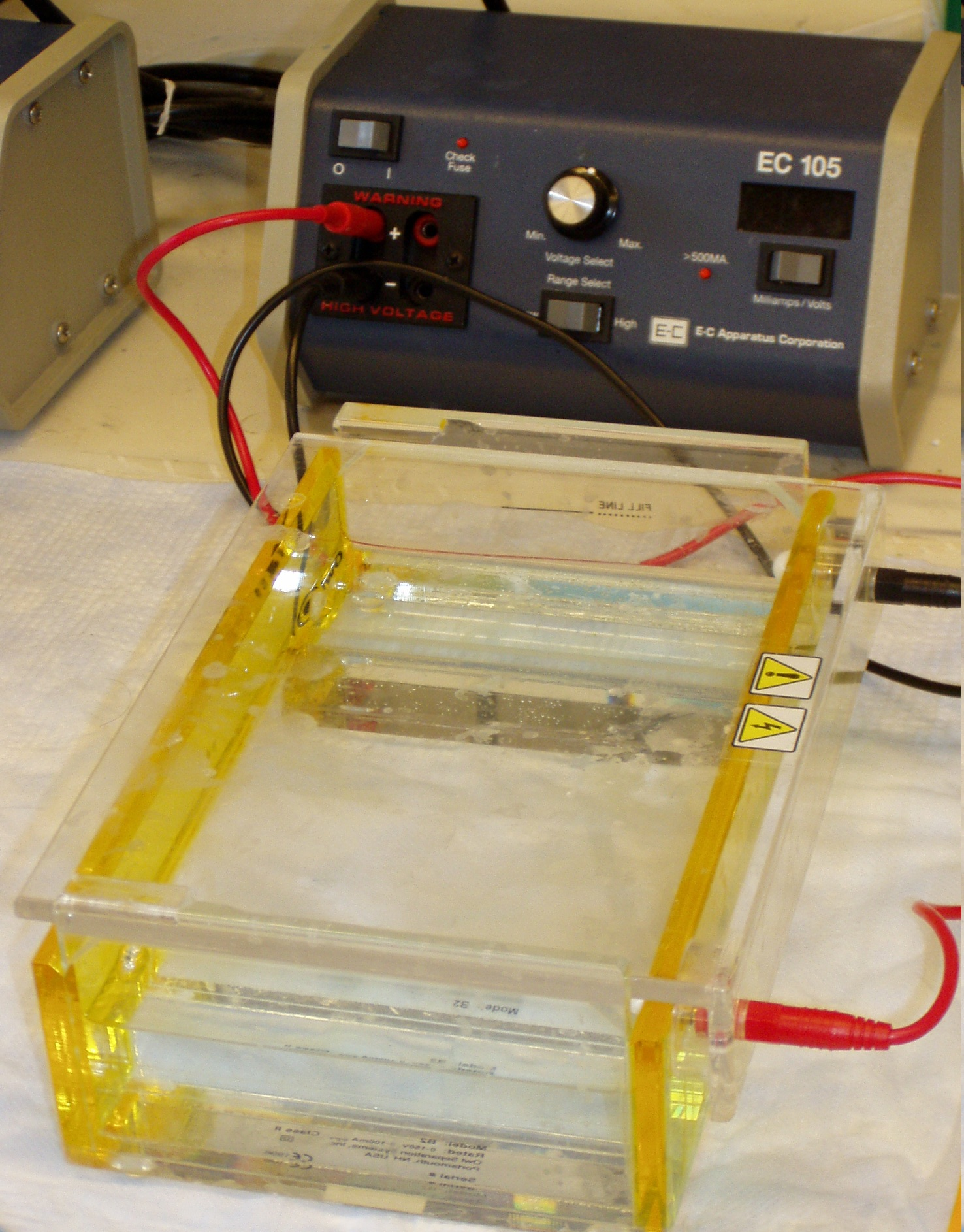
Exemple d'un dispositif d'électrophorèse

L'électrophorèse sur gel d'agarose se fait dans une cuve horizontale, en condition immergée dans une solution tampon de migration qui est généralement le tampon TAE ou le tampon TBE.
La cuve d'électrophorèse (faite en matière plastique, transparente ou pas) permet de contenir ce tampon tout en le couplant au système électrique (générateur) par le biais d'électrodes, généralement de platine.

Cette cuve peut être munie d'un couvercle qui permet d'éviter l'évaporation trop rapide du tampon de migration dû à son échauffement durant l'électrophorèse par effet Joule. Il  évite ainsi que la concentration ionique de ce tampon n'augmente en permettant à la vapeur de se recondenser en gouttes d'eau (le phénomène d'électrolyse se produisant dans tous les cas, avec disparition de molécules d'eau et formation d'Hydrogène moléculaire à la cathode et de dioxygène à l'anode).
Un système de circulation du tampon peut être mis en place pour éviter les problèmes de distribution non homogène des ions au cours de la migration et de trop fort échauffement.